# Léon Jaussely
Léon Jaussely (n. 9 ianuarie 1875, Toulouse, Franța – d. 28 decembrie 1932, Givry, Bourgogne, Franța) a fost un arhitect și urbanist francez.

## Biografie
Fiu al unei familii de cultivatori și tâmplari din Lauragais (Lanta, Teulat), Léon Jaussely a frecventat École des Beaux-Arts din Toulouse începând cu anul 1895. În 1897 a obținut Marele Premiu al Beaux-Arts din Toulouse, care i-a permis să-și continue studiile la Paris, în atelierul Daumet-Esquié de la École nationale supérieure des beaux-arts.
De-a lungul carierei sale, a primit cele mai înalte distincții: premiul Chaudesaigues, premiul Labarre, premiul Chanavard, premiul arhitecților americani, iar în 1903 a fost distins cu Prix de Rome.
A realizat Planul de amenajare al Barcelonei, captând atenția juriului și obținând unanimitatea voturilor; întreaga zonă modernă a orașului poartă astăzi amprenta sa.
A fost membru al Comisiei superioare pentru planurile de extindere și amenajare a orașelor și membru fondator al Societății Franceze a Urbanistilor, înființată în 1911, al cărei președinte a fost pentru o lungă perioadă.
În 1919 a obținut premiul întâi la concursul internațional pentru planul de extindere a orașului Paris, pentru proiectul său URBS, elaborat în colaborare cu Expert și Sollier. Proiectul său a reprezentat o armonie perfectă între plan și raport. Chiar dacă proiectul nu a fost realizat, din lipsă de inițiativă și de voință administrativă, juriul a remarcat: „autorul nu propune nimic fără a încerca să justifice prin cifre, demonstrații... Toate aceste aspecte sunt discutate și tratate cu aceeași conștiinciozitate și cu grija constantă de a realiza o operă atât grandioasă, cât și durabilă; comisia a avut impresia că se află în fața unui maestru”.
Pionier al zonării, „știința” urbanismului, a realizat planurile orașelor Carcassonne, Pau, Vittel, Tarbes și Toulouse.
A obținut locul al doilea la concursul organizat pentru desemnarea urbanistului responsabil cu planificarea noii capitale a Turciei, Ankara, competiție câștigată de germanul Hermann Jansen.
„Raportul care însoțește proiectul său va rămâne pentru urbanistii viitorului una dintre acele lucrări de referință a căror cunoaștere este indispensabilă. Trebuie creată o nouă armonie în planurile urbane… este în modul de organizare a orașelor unde arta trebuie să-și exercite influența asupra societății; nu există o artă mai apropiată de viața tuturor, căci ea este mijlocul de viață, de evoluție și de educație al orașului.”
În 1923 a fost desemnat arhitect-urbanist pentru amenajarea unei zone de 25 de hectare în Grenoble, pe care urma să se desfășoare, în 1925, Expoziția internațională a cărbunelui alb, proiect pentru care a realizat planul palatului cărbunelui alb din beton armat. A avut ambiția de a extinde orașul Grenoble — care număra doar 100.000 de locuitori în 1925 — la 500.000 de locuitori (populația actuală în 2013). A elaborat un proiect de gară PLM în cartierul Bajatière, pe linia feroviară a culoarului alpin Grenoble–Montmélian, în paralel cu proiectul companiei PLM de electrificare la 1.500 volți curent continuu. Aceste proiecte nu au fost realizate.
A fost, de asemenea, concepătorul, în colaborare cu Albert Laprade, al Muzeului Coloniilor în 1928, devenit ulterior Muzeul Național al Artelor din Africa și Oceania. A fost arhitectul-șef al Expoziției coloniale (Expoziția universală din 1931).
În 1929, în calitate de arhitect al PTT (Poștă, Telegraf și Telefon), funcție pe care a obținut-o în 1914, Léon Jaussely a realizat numeroase lucrări, printre care centrul de triere poștală Bordeaux Saint-Jean, situat pe strada Charles-Domercq. A demonstrat acolo un spirit modernist și funcționalist, specific epocii. Clădirea, compusă dintr-un corp central flancat de două pavilioane laterale, a reușit să îmbine cerințele funcționale specifice unei construcții industriale cu un decor de fațadă bogat, realizat din mozaicuri și elemente de feronerie.
În cadrul aceleiași funcții, a mai proiectat direcția regională a PTT la Toulouse, precum și mai multe oficii poștale din Paris.
În 1932 a realizat clădirea ziarului La Dépêche du Midi din Toulouse, un edificiu decorat integral cu mozaicuri realizate de Gentil & Bourdet.
Arhitectura sa a fost profund influențată de modernismul funcțional al anilor 1920, reușind să armonizeze tradiția arhitecturală cu ideile fondatoare ale arhitecturii moderne, inspirându-se de la arhitecți precum Auguste Perret. De altfel, deși Jaussely nu înțelegea pe deplin logica stereotomică a betonului armat, i-a cerut lui Auguste Perret, în calitate de arhitect-șef al Expoziției de la Grenoble, să refacă proiectul turnului de orientare prin mărirea masei acestuia — o solicitare care a stârnit o polemică și l-a determinat pe Perret să refuze colaborarea.
În urma unei călătorii în Germania, efectuată din însărcinarea Ministerului PTT, s-a îmbolnăvit grav și a murit la 28 decembrie 1932 la Givry (Yonne). A fost înmormântat la Paris, în cimitirul Montparnasse. Funcția de arhitect al Poștei a fost preluată apoi de șeful său de agenție, Joseph Bukiet.
A fost ofițer al Legiunii de Onoare.

## Desene de arhitectură
Forum din Pompei, secțiune transversală mare (est–vest), prin Templul lui Apollo și edificiul Eumachia („Restaurare”), creion grafit, pană, cerneală neagră și lavis în acuarelă pe hârtie montată pe pânză, H. 53,3 cm ; L. 81 cm. Paris, École des Beaux-Arts.
Forum din Pompei, secțiune transversală mare (vest–est), prin Basilica și Comintium („Restaurare”), creion grafit, pană, cerneală neagră și lavis în acuarelă pe hârtie montată pe pânză, H. 53 cm ; L. 65 cm. Paris, École des Beaux-Arts.